# 広島女学院大学
広島女学院大学（ひろしまじょがくいんだいがく、英語: Hiroshima Jogakuin University）は、広島県広島市東区牛田東4-13-1に本部を置く日本の私立大学。1886年創立、1949年大学設置。大学の略称は女学院。

## 沿革
- 1886年 - 砂本貞吉が米国南メソジスト教会の協力を得て、広島女学会を創設する。
- 1895年 - 保姆養成科が、発足する（全国で2番目の設置）。
- 1908年 - 保姆養成科を、保姆師範科と改称する。
- 1920年 - 専門部（英文科、家事科、師範科）を、設置する。
- 1921年 - 保姆師範科が、ランバス女学院（のちの聖和大学、現在の関西学院大学教育学部）に移る。
- 1932年 - 専門部が、広島女学院専門学校となる[1]。
- 1945年 - 原子爆弾投下により生徒・教職員に多数の犠牲者。校舎焼失。
- 1946年 - 牛田校地に仮校舎を建てて、専門学校を移す。
- 1949年 - 新制広島女学院大学を設立して、英文学部を設置する（広島県内に本部を置く私立大学としては、最も早く新制大学として設立されている大学である）。
- 1950年 - 広島女学院大学短期大学部家政科を、設置する。
- 1966年 - 英文学部を、文学部（日本文学科、英米文学科）に改組する。
- 1986年 - 創立100周年記念式典を、挙行する。
- 1993年 - 短期大学部を改組して、生活科学部（生活文化学科、生活科学科）を設置する。
- 1995年 - 大学院言語文化研究科修士課程（日本言語文化専攻・英米言語文化専攻）を、設置する。
- 1997年 - 大学院言語文化研究科博士課程（日本言語文化専攻・英米言語文化専攻）を、設置する。
- 1999年 - 大学院人間生活学研究科修士課程（生活文化学専攻・生活科学専攻）を設置する。
- 2000年 - 文学部に、人間・社会文化学科を設置する。
- 2004年 - 生活科学部生活文化学科と生活科学科を、生活デザイン・情報学科と管理栄養学科に改組する。
- 2006年 - 創立120周年感謝記念式を、挙行する。
- 2007年 - 文学部人間・社会文化学科を、幼児教育心理学科に改組する。
- 2012年 - 文学部と生活科学部を入学者から国際教養学部と人間生活学部の2学部に改組。
- 2018年 - 国際教養学部国際教養学科、人間生活学部生活デザイン・建築学科、幼児教育心理学科を人文学部国際英語学科、日本文化学科、人間生活学部生活デザイン学科、児童教育学科へ改組。
- 2026年予定 - 学校法人広島女学院は、広島女学院大の管理を学校法人「YIC学院」に移管。

## 校句
「CUM DEO LABORAMUS（我らは神と共に働く者なり）」（新約聖書、コリントの信徒への手紙一　第3章第9節）

## 学部・学科
- 人文学部
  - 国際英語学科
  - 日本文化学科
- 人間生活学部
  - 生活デザイン学科
  - 管理栄養学科
  - 児童教育学科

## 研究科・専攻
- 言語文化研究科
  - 日本言語文化専攻
  - 英米言語文化専攻
- 人間生活学研究科
  - 生活文化学専攻
  - 生活科学専攻

## 学内奨学金
給付型
- ゲーンス奨学金（学部3、4年次）
- 広島女学院大学在籍留学生奨学金（学部2、3年次）

貸与型
- 広島女学院大学・同大学院貸与奨学金
- 広島女学院大学 貸与特別奨学金

## 対外関係
他の大学との協定
国際・学術交流等協定校
- パシフィック大学（アメリカ・オレゴン州）
- エヴァンスヴィル大学（アメリカ・インディアナ州）
- ランドルフ大学（アメリカ・ヴァージニア州）
- テネシー大学マーティン校（アメリカ・テネシー州）
- ボーリング・グリーン州立大学（アメリカ・オハイオ州）
- ケント州立大学 語学センター（アメリカ・オハイオ州）
- セント・エリザベス大学（アメリカ・ニュージャージー州）
- 淑明女子大学校（韓国・ソウル特別市）
- 福建華南女子学院（中国・福建省）
- 西安外国語大学（中国・陝西省・西安市）
- 山東大学（中国・山東省・済南市）
- マンチェスター大学（イギリス・イングランド）
- ダラム大学（イギリス・イングランド）

## 出身者

### アナウンサー
- 白井京子（フリーアナウンサー）
- 松本京子（フリーアナウンサー、元テレビ新広島アナウンサー）
- おだしずえ（ディスクジョッキー、ラジオパーソナリティ、RCCラジオ『おひるーな』月-木曜）
- 瀬川嘉（山口放送アナウンサー）
- 桑原しおり（フリーアナウンサー、元中国放送アナウンサー）
- 八木静佳（元広島ホームテレビアナウンサー）
- 津野瀬果絵（テレビ西日本アナウンサー）
- 清水美紀（元東海テレビアナウンサー）
- 杉岡沙絵子（フリーアナウンサー、元静岡第一テレビアナウンサー、マツダスタジアム初代ホームランガール）
- 住谷綾香（フリーアナウンサー、元とちぎテレビアナウンサー）
- 木村那津美（広島テレビアナウンサー)

### 芸能
- 坊美希（ローカルタレント）
- 土手香那子（ローカルタレント）

### その他
- 長尾ひろみ（広島女学院大学学長、第6期・第7期中央教育審議会委員）
- カイト由利子（関西大学教授）
- 太刀掛秀子（漫画家）
- 黒田千晴（料理研究家）
- 橘しのぶ（詩人、童話作家）
- サーロー節子（反核・反戦運動家）
- 小倉桂子（被爆体験証言者、通訳）

## アクセス
- 広電バス[2]「女学院大学前」バス停下車[3]
  - 5号線：広電曙営業所前・広島駅新幹線口・牛田南方面 - 女学院大学前 - 牛田早稲田団地方面
  - 6号線：江波・市役所前・本通り・八丁堀・白島町・牛田方面 - 女学院大学前 - 牛田早稲田団地方面

## 付属校
- 広島女学院中学校・高等学校
- 広島女学院ゲーンス幼稚園